# Piz Malmurainza
Piz Malmurainza är en bergstopp i Schweiz.   Den ligger i regionen Engiadina Bassa/Val Müstair och kantonen Graubünden, i den östra delen av landet, 220 km öster om huvudstaden Bern. Toppen på Piz Malmurainza är 3 038 meter över havet, eller 242 meter över den omgivande terrängen. Bredden vid basen är 1,6 km.
Terrängen runt Piz Malmurainza är huvudsakligen bergig. Runt Piz Malmurainza är det mycket glesbefolkat, med 5 invånare per kvadratkilometer.. Närmaste större samhälle är Scuol, 14,4 km sydväst om Piz Malmurainza. 
Trakten runt Piz Malmurainza består i huvudsak av gräsmarker.